# Locais das cerimónias do Grammy Award
Desde sua fundação, em 1959, os Prémios Grammy têm sido realizados em distintas localidades. Em 1971, a cerimônia de premiação foi a primeira a ser televisionada e a ocorrer em um único local (o Hollywood Palladium, no caso). De 1963 a 1970, as cerimônias eram transmitidas em um especial televisivo intitulado "The Best On Record", que somente destacava os vencedores de cada ano. Desde 2004 a 2017, os Grammy Awards foram realizados no ginásio Staples Center, em Los Angeles, Califórnia.

## Locais do Grammy Awards

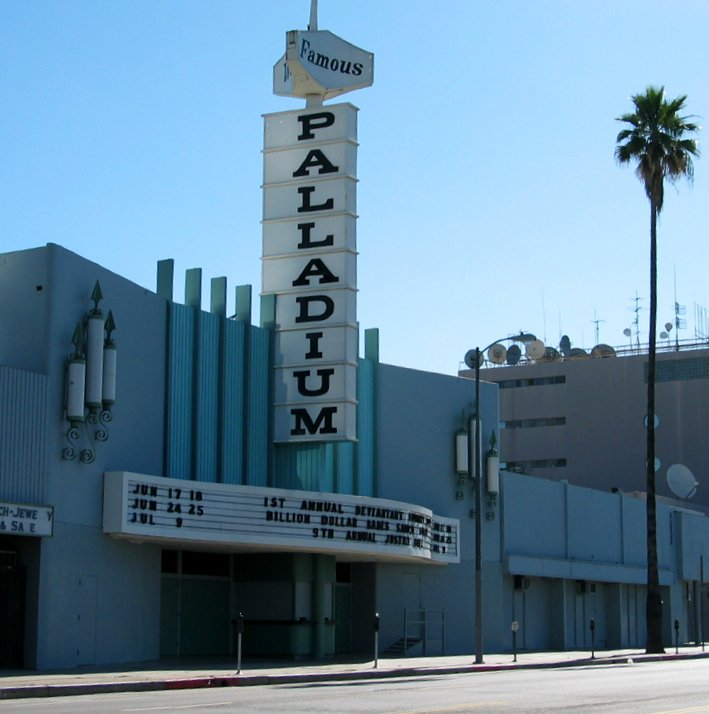
Hollywood Palladium, em Los Angeles.

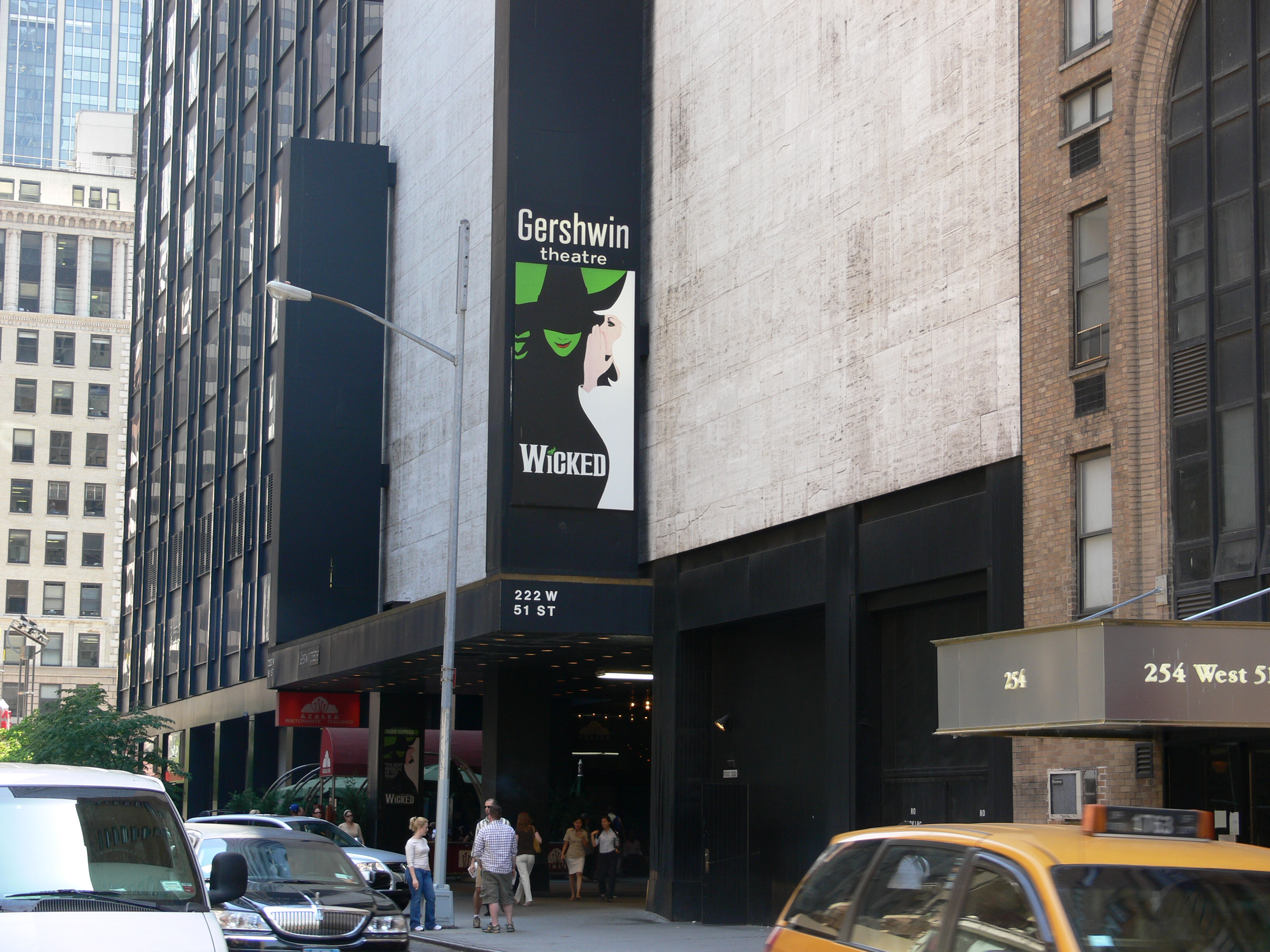
Uris Theatre, em Nova Iorque.

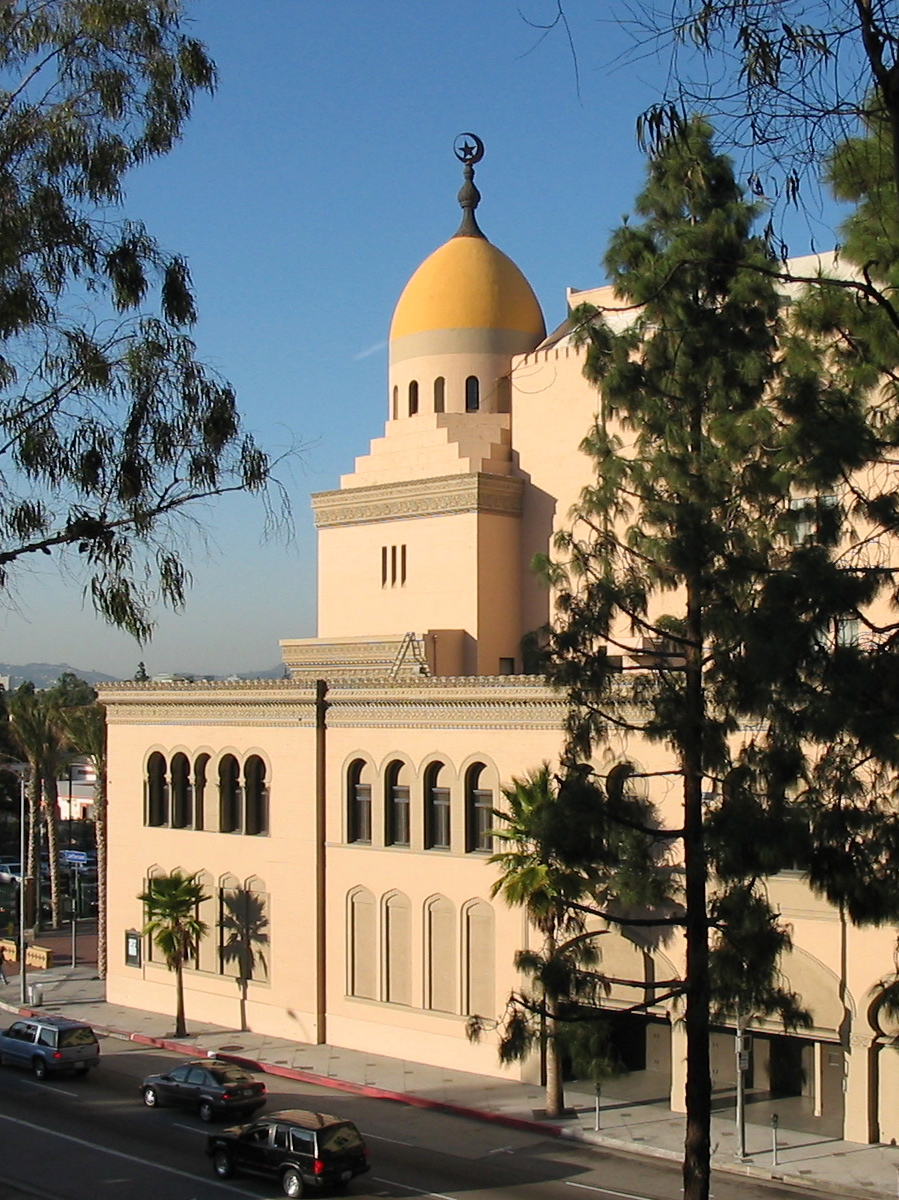
Shrine Auditorium, em Los Angeles, sediou 16 edições da cerimônia.

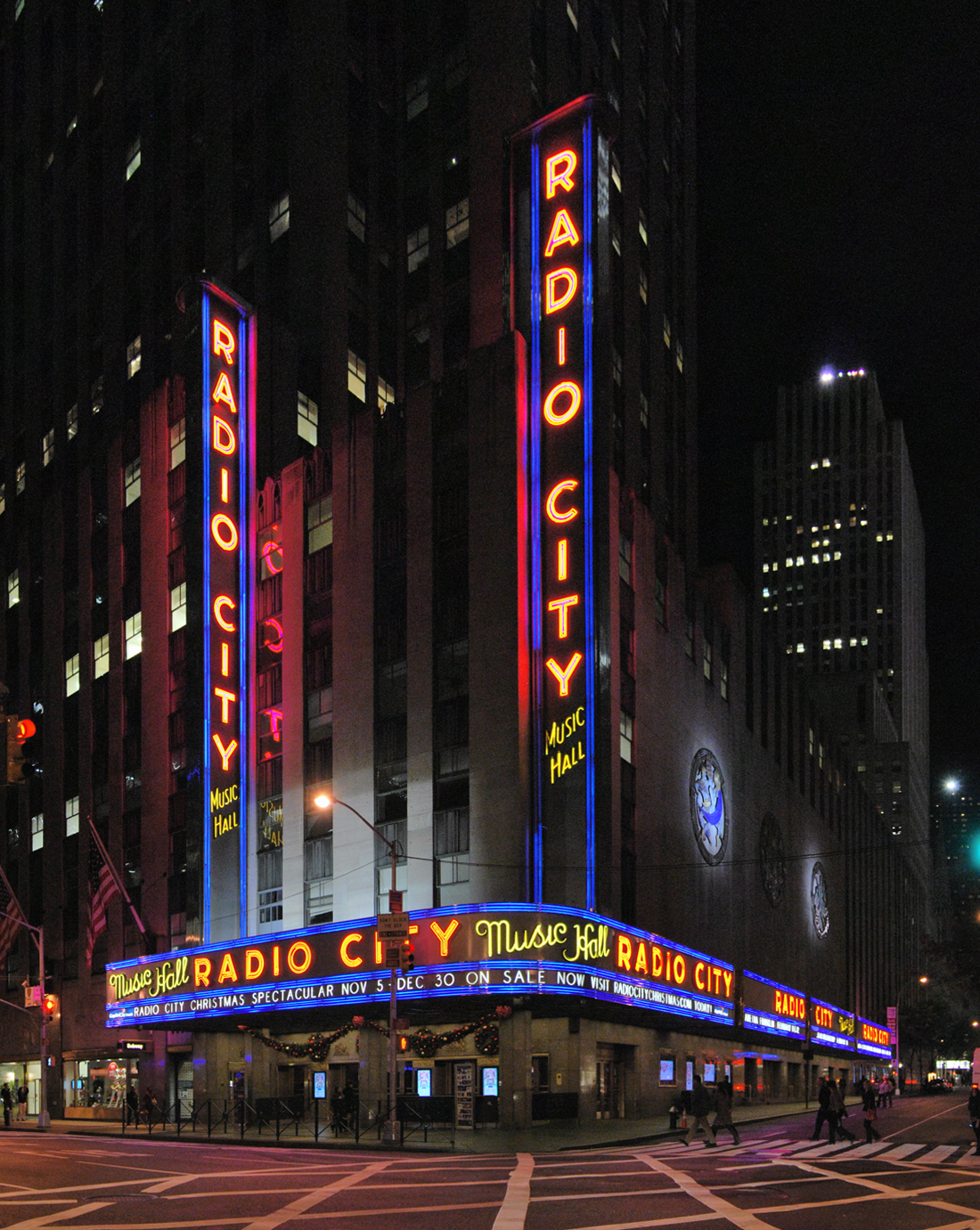
Radio City Music Hall, em Nova Iorque, sediou cinco edições da cerimônia.

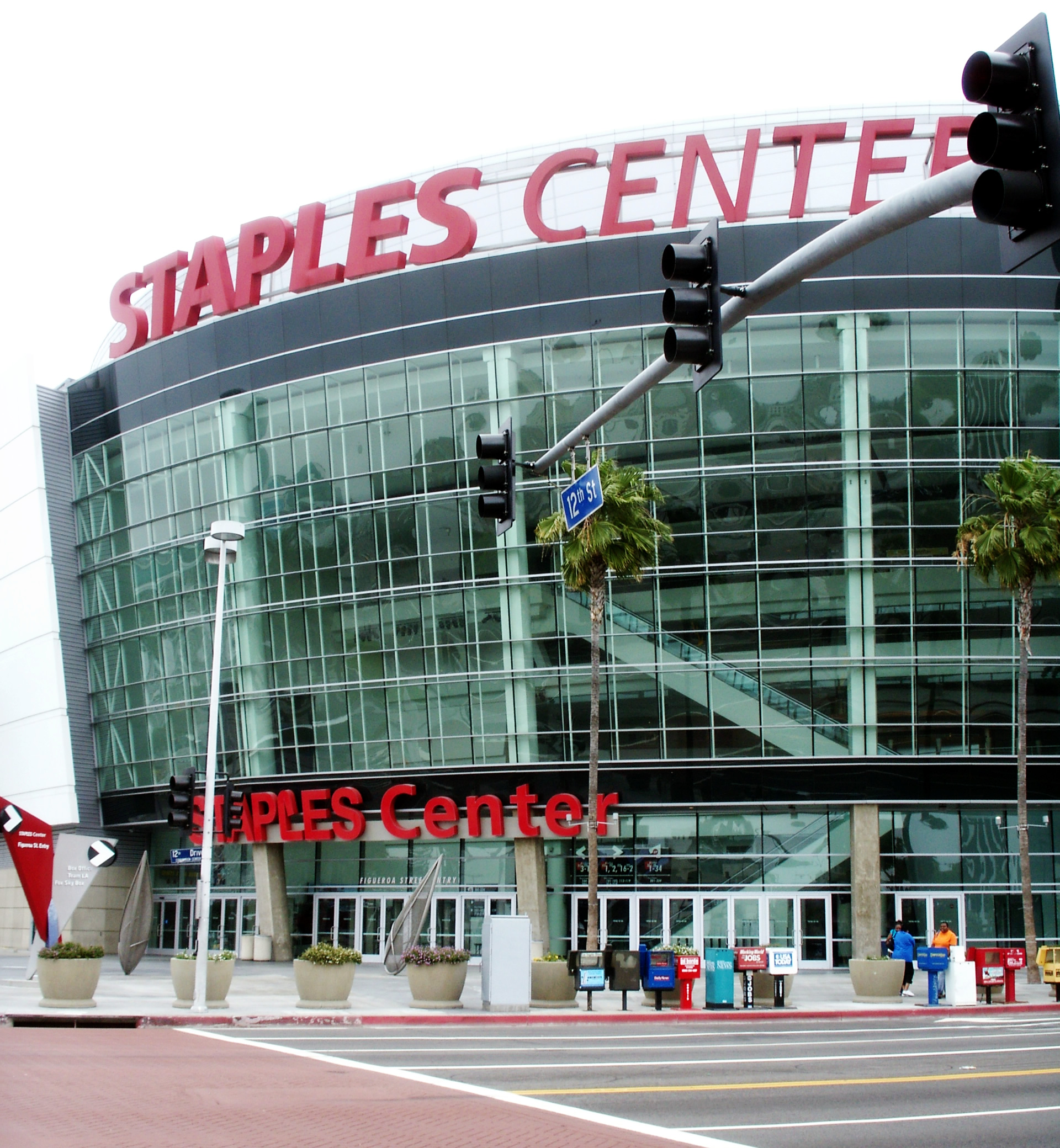
Staples Center, em Los Angeles, sedia a cerimônia desde 2003.

| Edição | Data                    | Local                 | Cidade                                                                                        | Apresentador(es)         |
| ------ | ----------------------- | --------------------- | --------------------------------------------------------------------------------------------- | ------------------------ |
| 1ª     | 4 de maio de 1959       | Beverly Hilton Hotel  | Beverly Hills, Califórnia                                                                     | Mort Sahl                |
| 2ª     | 29 de novembro de 1959  | Beverly Hilton Hotel  | Beverly Hills, Califórnia                                                                     | Meredith Willson         |
| 3ª     | 13 de abril de 1961     | Beverly Hilton Hotel  | Beverly Hills, Califórnia                                                                     | –                        |
| 4ª     | 29 de maio de 1962      |                       | Chicago, Illinois · Los Angeles, Califórnia · Nova Iorque, Nova Iorque                        | –                        |
| 5ª     | 15 de maio de 1963      | Frank Sinatra         | Chicago, Illinois · Los Angeles, Califórnia · Nova Iorque, Nova Iorque                        |                          |
| 6ª     | 12 de maio de 1964      | –                     | Chicago, Illinois · Los Angeles, Califórnia · Nova Iorque, Nova Iorque                        |                          |
| 7ª     | 13 de abril de 1965     | –                     | Beverly Hilton Hotel                                                                          | Los Angeles, Califórnia  |
| 8ª     | 15 de março de 1966     |                       | Chicago, Illinois · Los Angeles, Califórnia · Nashville, Tennessee · Nova Iorque, Nova Iorque | Jerry Lewis              |
| 9ª     | 2 de março de 1967      | –                     | Chicago, Illinois · Los Angeles, Califórnia · Nashville, Tennessee · Nova Iorque, Nova Iorque |                          |
| 10ª    | 29 de fevereiro de 1968 | –                     | Chicago, Illinois · Los Angeles, Califórnia · Nashville, Tennessee · Nova Iorque, Nova Iorque |                          |
| 11ª    | 12 de março de 1969     | –                     | Chicago, Illinois · Los Angeles, Califórnia · Nashville, Tennessee · Nova Iorque, Nova Iorque |                          |
| 12ª    | 11 de março de 1970     | –                     | Chicago, Illinois · Los Angeles, Califórnia · Nashville, Tennessee · Nova Iorque, Nova Iorque |                          |
| 13ª    | 16 de março de 1971     | Hollywood Palladium   | Los Angeles, Califórnia                                                                       | Andy Williams            |
| 14ª    | 15 de março de 1972     | Felt Forum            | Nova Iorque, Nova Iorque                                                                      | Andy Williams            |
| 15ª    | 3 de março de 1973      | Tennessee Theatre     | Nashville, Tennessee                                                                          | Andy Williams            |
| 16ª    | 2 de março de 1974      | Hollywood Palladium   | Los Angeles, Califórnia                                                                       | Andy Williams            |
| 17ª    | 1 de março de 1975      | Uris Theater          | Nova Iorque, Nova Iorque                                                                      | Andy Williams            |
| 18ª    | 28 de fevereiro de 1976 | Hollywood Palladium   | Los Angeles, Califórnia                                                                       | Andy Williams            |
| 19ª    | 19 de fevereiro de 1977 | Hollywood Palladium   | Los Angeles, Califórnia                                                                       | Andy Williams            |
| 20ª    | 23 de fevereiro de 1978 | Shrine Auditorium     | Los Angeles, Califórnia                                                                       | John Denver              |
| 21ª    | 15 de fevereiro de 1979 | Shrine Auditorium     | Los Angeles, Califórnia                                                                       | John Denver              |
| 22ª    | 27 de fevereiro de 1980 | Shrine Auditorium     | Los Angeles, Califórnia                                                                       | Kenny Rogers             |
| 23ª    | 25 de fevereiro de 1981 | Radio City Music Hall | Nova Iorque, Nova Iorque                                                                      | Paul Simon               |
| 24ª    | 24 de fevereiro de 1982 | Shrine Auditorium     | Los Angeles, Califórnia                                                                       | John Denver              |
| 25ª    | 23 de fevereiro de 1983 | Shrine Auditorium     | Los Angeles, Califórnia                                                                       | John Denver              |
| 26ª    | 28 de fevereiro de 1984 | Shrine Auditorium     | Los Angeles, Califórnia                                                                       | John Denver              |
| 27ª    | 26 de fevereiro de 1985 | Shrine Auditorium     | Los Angeles, Califórnia                                                                       | John Denver              |
| 28ª    | 25 de fevereiro de 1986 | Shrine Auditorium     | Los Angeles, Califórnia                                                                       | Kenny Rogers             |
| 29ª    | 24 de fevereiro de 1987 | Shrine Auditorium     | Los Angeles, Califórnia                                                                       | Billy Crystal            |
| 30ª    | 2 de março de 1988      | Radio City Music Hall | Nova Iorque, Nova Iorque                                                                      | Billy Crystal            |
| 31ª    | 22 de fevereiro de 1989 | Shrine Auditorium     | Los Angeles, Califórnia                                                                       | Billy Crystal            |
| 32ª    | 21 de fevereiro de 1990 | Shrine Auditorium     | Los Angeles, Califórnia                                                                       | Garry Shandling          |
| 33ª    | 20 de fevereiro de 1991 | Radio City Music Hall | Nova Iorque, Nova Iorque                                                                      | Garry Shandling          |
| 34ª    | 25 de fevereiro de 1992 | Radio City Music Hall | Nova Iorque, Nova Iorque                                                                      | Whoopi Goldberg          |
| 35ª    | 24 de fevereiro de 1993 | Shrine Auditorium     | Los Angeles, Califórnia                                                                       | Garry Shandling          |
| 36ª    | 1 de março de 1994      | Radio City Music Hall | Nova Iorque, Nova Iorque                                                                      | Garry Shandling          |
| 37ª    | 1 de março de 1995      | Shrine Auditorium     | Los Angeles, Califórnia                                                                       | Paul Reiser              |
| 38ª    | 28 de fevereiro de 1996 | Shrine Auditorium     | Los Angeles, Califórnia                                                                       | Ellen DeGeneres          |
| 39ª    | 26 de fevereiro de 1997 | Madison Square Garden | Nova Iorque, Nova Iorque                                                                      | Ellen DeGeneres          |
| 40ª    | 25 de fevereiro de 1998 | Radio City Music Hall | Nova Iorque, Nova Iorque                                                                      | Kelsey Grammer           |
| 41ª    | 24 de fevereiro de 1999 | Shrine Auditorium     | Los Angeles, Califórnia                                                                       | Rosie O'Donnell          |
| 42ª    | 23 de fevereiro de 2000 | Staples Center        | Los Angeles, Califórnia                                                                       | Rosie O'Donnell          |
| 43ª    | 21 de fevereiro de 2001 | Staples Center        | Los Angeles, Califórnia                                                                       | Jon Stewart              |
| 44ª    | 27 de fevereiro de 2002 | Staples Center        | Los Angeles, Califórnia                                                                       | Jon Stewart              |
| 45ª    | 23 de fevereiro de 2003 | Madison Square Garden | Nova Iorque, Nova Iorque                                                                      | –                        |
| 46ª    | 8 de fevereiro de 2004  | Staples Center        | Los Angeles, Califórnia                                                                       | –                        |
| 47ª    | 13 de fevereiro de 2005 | Staples Center        | Queen Latifah                                                                                 |                          |
| 48ª    | 8 de fevereiro de 2006  | Staples Center        | –                                                                                             |                          |
| 49ª    | 11 de fevereiro de 2007 | Staples Center        | –                                                                                             |                          |
| 50ª    | 10 de fevereiro de 2008 | Staples Center        | –                                                                                             |                          |
| 51ª    | 8 de fevereiro de 2009  | Staples Center        | –                                                                                             |                          |
| 52ª    | 31 de janeiro de 2010   | Staples Center        | –                                                                                             |                          |
| 53ª    | 13 de fevereiro de 2011 | Staples Center        | –                                                                                             |                          |
| 54ª    | 12 de fevereiro de 2012 | Staples Center        | LL Cool J                                                                                     |                          |
| 55ª    | 10 de fevereiro de 2013 | Staples Center        | LL Cool J                                                                                     |                          |
| 56ª    | 26 de janeiro de 2014   | Staples Center        | LL Cool J                                                                                     |                          |
| 57ª    | 8 de fevereiro de 2015  | Staples Center        | LL Cool J                                                                                     |                          |
| 58ª    | 15 de fevereiro de 2016 | Staples Center        | LL Cool J                                                                                     |                          |
| 59ª    | 12 de fevereiro de 2017 | Staples Center        | James Corden                                                                                  |                          |
| 60ª    | 28 de janeiro de 2018   | Madison Square Garden | James Corden                                                                                  | Nova Iorque, Nova Iorque |